# Sphecozone cornuta
Sphecozone cornuta är en spindelart som beskrevs av Alfred Frank Millidge 1991. Sphecozone cornuta ingår i släktet Sphecozone och familjen täckvävarspindlar. Inga underarter finns listade i Catalogue of Life.